# Odin Teatret

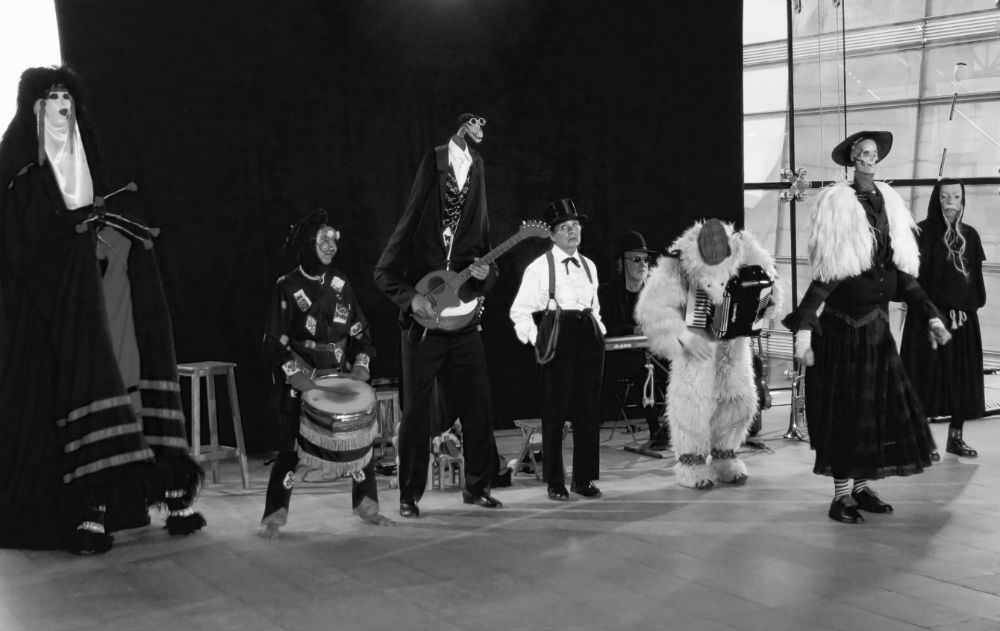
Un montaje por Odin Teatret.

Odin Teatret es una agrupación teatral ubicada en Holstebro, Dinamarca, fundada por el director de teatro italiano Eugenio Barba en 1964. El Odin es además la base de la International School of Theatre Anthropology (ISTA, Escuela Internacional de Antropología Teatral), fundada en 1979 también por Barba, y del Centre for Theatre Laboratory Studies (CTLS), fundado en 2002.